# Игошев, Валерий Викторович
Вале́рий Ви́кторович Иго́шев (род. 4 марта 1956, Москва) — советский и российский учёный, искусствовед и медиевист. Доктор искусствоведения. Художник реставратор по металлу высшей категории.
Ведущий научный сотрудник Отдела реставрации рукописей Государственного НИИ реставрации. Занимается исследованием, атрибуцией и экспертизой древнерусских окладов икон и богослужебных книг, произведений церковной утвари и художественного металла XIV-начала XX вв., художник-реставратор по металлу высшей категории. Один из авторов «Большой Российской энциклопедии» и «Православной энциклопедии».

## Биография
В 1990 году окончил Московский государственный художественно-промышленный университет им. С. Г. Строганова по специальности «художественная обработка металла».
С 1978 года работает в Государственном научно-исследовательском институте реставрации, ведущий научный сотрудник.
Кандидат искусствоведения (Ph.Dr.): МВХПУ (б. Строгановское) (год защиты: 1994, специальность: 17.00.05 — декоративно-прикладное искусство и архитектура).
Доктор искусствоведения (D.Sc.): МГХПУ им. С. Г. Строганова (год защиты: 2008, специальность: 17.00.04 — изобразительное, декоративно-прикладное искусство и архитектура).
Специалитет: Московское высшее художественно-промышленное училище (б. Строгановское) (год окончания: 1990, специальность: декоративно-прикладное искусство (художественные изделия из металла, дерева и др. материалов). 
Преподавал и участвовал в создании программ обучения художников-реставраторов в ряде вузов:
- Суздальское художественное реставрационное училище (1982);
- Московский государственный художественно-промышленный университет им. С. Г. Строганова (2002—2008),
- Российская академия живописи, ваяния и зодчества (2003—2006).
- В 2010—2014 годы читал курс лекций по ювелирному искусству в научно-исследовательском университете «Высшая школа экономики».

## Научная деятельность
Основные направления исследований — реставрация и реконструкция древнерусских памятников (оклады икон, предметы церковной утвари и храмового убранства).
Участвовал в исследовательских проектах и научных экспедициях:
- Декоративно-прикладное искусство XVI—XVII вв. Великого Новгорода (1998—2008)
- Русские иконы на Синае (2004—2011)
- Древности старообрядчества (2004—2005)
- Русская церковная утварь и произведения искусства в Греции (2010—2012)
- Икона русского модерна (2014—2015).

Автор более 200 научных работ, в том числе монографий, статей, каталогов.

## Список грантов и исследовательских проектов
В 2004—2005 гг. участвовал в исследовании произведений церковного искусства старообрядцев. (Руководитель проекта — Е. М. Юхименко). По материалам проекта издана монография: «Древности и духовные святыни старообрядчества». Москва, 2005. Издательство «Интербук-бизнес».
В 2004, 2005, 2011 гг. принимал участие в коллективном научно-исследовательском проекте: «Русские иконы и предметы церковной утвари на Синае» (по гранту РГНФ, Издательский отдел РПЦ, руководитель — Н. И. Комашко).
В 2015 году по этому проекту опубликована коллективная монография «Русские иконы Синая», где В. В. Игошевым написан раздел, посвященный окладам икон, предметам церковной утвари и храмового убранства из металла XVI—XIX вв.
В 2010—2011 гг. был руководителем научной экспедиции «Русская церковная утварь и произведения искусства в Греции» (грант РГНФ № 10-04-00664 а/г).
В 2012 г. принимал участие в экспедиции «Российское княжество в Греческом архипелаге. Историческая память» (грант РГНФ 12-04-18007. Руководитель проекта — Е. Б. Смилянская).
В 2014 г. рамках программы «Афон и славянский мир» участвовал в исследовании и атрибуции предметов церковной утвари XV-начала XX вв. в Пантелеимоновом монастыре на Афоне.
За время экспедиций, организованных в Грецию, выявлено около 400 произведений русского церковного искусства XV-начала XX века в храмах, монастырях и музеях на островах: Санторини (Тира), Патмос, Закинф, Аморгос, Наксос, Парос, Миконос, Тинос, Андрос, а также — на Афоне, Пелопоннесе и в Афинах. По данной теме изучались архивные документы в РГАДА, АВПРИ и др. архивах. Такие проекты направлены на исследование, атрибуцию и введение в научный оборот ранее неизвестных памятников декоративно-прикладного искусства, иконописи, поступивших из России в Грецию в XV-начале XX в. По результатам экспедиций написано более десяти статей, сделаны доклады на конференциях.

## Избранные труды
1. Ярославское художественное серебро XVI—XVIII веков. М., 1997. Издательство — «Modusgraffiti».
В монографии приводится комплексное исследование произведения церковной утвари и художественное серебро работы ярославских мастеров-серебряников XVI—XVIII вв.
2. Драгоценная церковная утварь XVI—XVII веков. Великий Новгород. Ярославль. Сольвычегодск. (Грант РФФИ № 07-06-07027 на издание книги). М., 2009. Издательство — «Индрик». 727 с. 
Монография посвящена исследованию, атрибуции и экспертизе многочисленных малоизученных или ранее неизвестных предметов драгоценной церковной утвари XVI—XVII вв., созданных мастерами крупнейших региональных художественных центров России. В книге представлены наиболее интересные и хорошо сохранившиеся в музейных собраниях произведения, сделанные новгородскими, ярославскими и сольвычегодскими мастерами в XVI—XVII вв. Впервые многочисленные изделия работы новгородских, ярославских и сольвычегодскихсеребряников позднего Средневековья сопоставляются как между собой, так и с предметами, изготовленными в других художественных центрах России — в Москве, Пскове, Костроме, Нижнем Новгороде, Великом Устюге, Ростове Великом и др. Исследуются также и многочисленные поздние изделия XIX-начала XX вв., копирующие древнерусские памятники церковной утвари XVI—XVII вв., анализируются и сборные произведения, состоящие из разновременных фрагментов. Впервые произведена экспертиза предметов драгоценной церковной утвари XIX-начала XX в., которые копируют древнерусские памятники, многие из которых ранее не были исследованы или ошибочно относились к древнерусским.
3. Творчество западноевропейских ювелиров и древнерусская драгоценная церковная утварь XVI—XVII вв. // Вестник истории, литературы, искусства. Т. VI. Под ред. Г. М. Бонгард-Левина. М., 2009. С. 185—201. 
4. Серебряные и золотые напрестольные кресты «московского» типа XVI—XVII вв. // Искусство христианского мира. Вып. 11. М., 2009. С. 486—503. 
5. Исследование и атрибуция драгоценного оклада иконы-списка «Богоматерь Владимирская» // Реликвия. Реставрация. Консервация. Музеи. № 21 / 2009. С. 30-36.
6. Атрибуция группы сборных, разновременных древнерусских богослужебных и поклонных крестов // XIIнаучная конференция «Экспертиза и атрибуция произведений изобразительного и декоративно-прикладного искусства». Материалы 2007. ГТГ. М., 2009. С. 219—225.
2010
7. Серебряная рака для мощей святой Екатерины из Синайского монастыря работы московских мастеров 1687—1688 гг. // Вестник Православного Свято-Тихоновского гуманитарного университета. Вопросы истории и теории христианского искусства. Серия V: 1 (1). М., 2010. С. 30-44. (Журнал рекомендован ВАК Минобрнауки России).
8. Произведения русской церковной утвари XVIII—XIX вв. в храмах на греческом острове Санторини // Антиквариат, предметы искусства и коллекционирования. № 9 (79). 2010. С. 4-28.
9. Митра патриарха Константинопольского Григория V русской работы конца XVIII-начала XIX вв. из монастыряСв. Ильи Пророка на острове Санторини // Реликвия. Реставрация. Консервация. Музеи. № 24 / 2010. С. 26-31. 
10. Ювелирная мастерская Мишуковых и её связи со старообрядческой традицией // Старообрядчество в России (XVII—XX века). Вып. 4. Ред.-сост. Е.М. Юхименко. М., 2010. С. 637—651.
2011
11. Серебряный напрестольный крест-мощевик 1623 г. из Успенского собора Ростова и аналогичные кресты работы московских мастеров первой трети XVII в. // История и культура Ростовской земли. 2011. Ростов, 2012. С. 77-88.
12. Драгоценные вклады Строгановых в храмы и монастыри Великого Устюга // Русское искусство. № 3. 2011. С. 76-81.
13. Новая атрибуция серебряного оклада Евангелия из ростовского Успенского собора // История и культура Ростовской земли. 2010. Сборник Государственного музея-заповедника «Ростовский Кремль». Ростов, 2011. С. 212—231.
14. Атрибуция серебряных окладов икон деисусного чина иконостаса Спасо-Преображенского собора ярославского Спасского монастыря: Ярославль, Новгород, или Москва? // XV Научные чтения памяти Ирины Петровны Болотцевой. Сборник статей. Ярославль, 2011. С. 38-58. 
15. Типология, назначение и символика древнерусских кадил и ладаниц // Огонь и свет в сакральном пространстве. Материалы международного симпозиума. Редактор — сост. А. М. Лидов. М., 2011. С. 144—146.
16. Атрибуция группы «поновленных» и «возобновленных» древнерусских крестов // XIII-XIVнаучные конференции «Экспертиза и атрибуция произведений изобразительного и декоративно-прикладного искусства». Материалы 2007, 2008. ГТГ. М., 2011. С. 143—152. 
17. Митра из Синайского монастыря работы московских мастеров 1641—1642 года и аналогичные архиерейские шапки первой половины XVII века // Каптеревские чтения. Вып. 10. М., 2012. С. 247—265. 
2012
18. Поклонный крест Саввы Вишерского // Древняя Русь. Вопросы медиевистики. № 3 (40). 2012 г. С. 33-44. (Журнал рекомендован ВАК Минобрнауки России).
19. Серебряные басменные оклады древнерусских икон из монастыря Святой Екатерины на Синае. Исследование и атрибуция // Исследования в консервации культурного наследия. ГосНИИР. Вып. 3. М., 2012. С. 113—138. 
20. Атрибуция двух древнейших бронзовых кадил из Ростова Великого и Суздаля // Сообщения Ростовского музея. Вып. XIX. Ростов, 2012. С. 179—195.
21. Строгановское художественное серебро // Вестник истории, литературы, искусства. Вып. 8. М., 2012. С. 259—277. 
22. Кадило // Православная энциклопедия. М., 2012. Т. 29. С. 83-86. (В соавторстве с Е. Е. Макаровым).
23. К истории серебряного дела в Московском Кремле: два неизвестных оклада Евангелия XVI века // Материалы и исследования. Федеральное гос. бюджетное учрежд. Культуры «Гос. Ист.-культур. музей-заповедник „Моск. Кремль“». Вып. XXI. М., 2012. С. 265—278. 
2013
24. Драгоценная церковная утварь, иконы и вещи личного благочестия русской работы XVI—XVII веков в Греции // Искусствознание. Вып.1, 2. М., 2013. С. 38-67. (Журнал рекомендован ВАК Минобрнауки России).
25. Российские памятники в Греции и историческая память о российско-греческом взаимодействии в XVIII—XIX вв. // Вестник РГНФ. Вып. 2 (27). М., 2013. С. 73-84. (В соавторстве с Е. Б. Смилянской).
26. О реставрации мозаик VI в. в Синайском монастыре монахом иконописцем из Троице-Сергиевой лавры в середине XIX в. // Троице-Сергиева Лавра в истории, культуре и духовной жизни России. Сборник материалов VIII международной конференции. 3-5 октября 2012 г. Сергиев-Посад, 2013. С. 163—167. 
27. Произведения русского церковного искусства рубежа XIX—XX веков в Греции // Русское искусство. Вып. 2. 2013. С. 40-47.
28. Оклады Евангелий из Переславль-Залесского музея-заповедника // Кириллические издания XVII века в собрании Переславль-Залесского музея-заповедника. Вступительная статья и каталожные описания. Под ред. И.В. Поздеевой. М., 2013. С. 228—251.
29. Исследование аналогичных паникадил из московского Покровского собора и греческих храмов Санторини // Покровский собор в истории и культуре России. Сборник статей, посвященных 450-летию Покровского собора. ГИМ. М., 2013. С. 171—178.
30. Вклады бояр Романовых в Троице-Сергиев монастырь // Русское искусство. Вып. 3. 2013. С. 82-89.
31. Технические приемы декорации нимбов и фона на поствизантийских иконах // Греческие иконы и стенописи XII—XVI вв. Сборник статей. Ред.-сост. Л. М. Евсеева, О.Е. Этингоф. М., 2013. С. 224—231. Ил. 1-8 на с. 293—296. 
32. Произведения русского церковного искусства XVIII-начала XX в. на греческих островах // История и культура Ростовской земли. Ростов, 2013. С. 211—227. 
33. Сольвычегодская орнаментальная басма XVI—XVII веков // Путём орнамента. Сборник научных работ. Редактор-сост. А.Л. Саминский. М., 2013. С. 44-57.
34. Новые сведения о реставрации мозаик Синайского монастыря в середине XIX века русским иеромонахом Самуилом // Реликвия. Реставрация. Консервация. Музеи. № 30. / 2013. С. 3-7.
2014
35. Драгоценные вклады Строгановых во второй половине XVI-начале XVII века в храмы и монастыри Великого Устюга // Вестник Православного Свято-Тихоновского гуманитарного университета. Серия V. № 2 (14). М., 2014. 59-82. (Журнал рекомендован ВАК Минобрнауки России).
36. Влияние стиля барокко на своеобразие московской и ярославской драгоценной церковной утвари XVII—XVIII вв. // XVIII Научные чтения памяти Ирины Петровны Болотцевой. Сборник статей. Ярославль. 2014. С. 26-49. 
37. Кандия // Православная энциклопедия. № 30. М., 2014. С. 165—167. (В соавторстве с Е. Е. Макаровым и М. В. Есиповой).
38. Ранее неизвестные изображения преподобного Сергия Радонежского на древнерусской литургической утвари и деревянной резьбе // Русское искусство. № II / 2014. С. 96-103.
39. Серебряная митра патриарха Константинопольского Григория V работы русского мастера конца XVIII — начала XIX вв. из монастыря Св. Илии Пророка на острове Санторини (по материалам российско-греческой экспедиции) // Афон и славянский мир. Афон, 2014. С. 315—326. 
40. Русские серебряные предметы церковной утвари в храмах греческого острова Санторини (в соавторстве с П.Н. Стаму) // XV и XVI научная конференция «Экспертиза и атрибуция произведений изобразительного и декоративно-прикладного искусства». Материалы 2009, 2010 гг. ГТГ. М., 2014. С. 88-93.
41. Образ преподобного Сергия Радонежского на древнерусских предметах драгоценной церковной утвари и деревянной резьбы // Преподобный Сергий, «родом ростовец…». Материалы конференции. Ростов, 2014. С. 245—270. 